# ژورنال ایرانی علم و تکنولوژی
ژورنال ایرانی علم و فناوری (به انگلیسی: Iranian Journal of Science and Technology) نام یکی از مطبوعات استان فارس در دوران پهلوی دوم است.
این نشریه از سال ۱۳۵۰ خورشیدی به وسیله دانشگاه پهلوی به زبان انگلیسی، در شیراز به چاپ رسیده است.